# Geschichte der Stadt Heppenheim
Die Geschichte der Stadt Heppenheim umfasst die Entwicklungen auf dem heutigen Gebiet der Stadt Heppenheim von der ersten Besiedlung bis zur Gegenwart.

## Mittelalter

### Frühmittelalter
Die älteste bekannte schriftliche Erwähnung, Hepphenheim, datiert laut der Abschrift einer Schenkungsurkunde im Codex Laureshamensis vom 17. Juli 755. In der in Botzheim bei Ladenburg ausgestellten Urkunde hielt ein Priester Hiebo die Schenkung eines Marcharius fest, der seinen Hausstand in Weinheim nebst zugehörigem Besitz der Kirche St. Peter in Heppenheim übertrug. Das Schriftstück ist auch die erste urkundliche Erwähnung der Stadt Weinheim; die beiden Städte sind damit die ältesten erwähnten im Raum Bergstraße zwischen den Römerstädten Worms (Borbetomagus) und Ladenburg (Lopodunum).
Im Jahre 764 schenkten Gaugraf Cancor und dessen Mutter Williswinda ihr wenige Kilometer von Heppenheim entfernt gelegenes Landgut Laurissa („Lorsch“) dem Erzbischof Chrodegang von Metz zur Gründung eines Klosters. Dieses entwickelte sich rasch zu einem Zentrum der karolingischen Herrschaft des fränkischen Reiches unter König (ab 800: Kaiser) Karl dem Großen, der das Kloster Lorsch im Jahre 772 zur Reichsabtei erhob und unter Königsschutz stellte. Die von Graf Heimerich, dem Sohn des Klosterstifters Cancor, erhobenen Ansprüche auf die Abtei als Eigenkloster wurden vom Königsgericht abgewiesen.
Am 20. Januar 773 schenkte Karl der Große die Stadt Heppenheim nebst dem zugehörigen Bezirk, der ausgedehnten „Mark Heppenheim“, dem Reichskloster. In der über die Schenkung aufgenommenen Urkunde wird die Mark erstmals urkundlich erwähnt. Das Gebiet, über das sie sich erstreckte, lag insgesamt etwas östlicher als der heutige Landkreis Bergstraße, wies aber doch schon eine gewisse Ähnlichkeit mit diesem auf. Die nördliche Ausdehnung von Zwingenberg bis zur Neunkirchner Höhe entsprach fast genau der heutigen Kreisgrenze, ebenso die Ausdehnung im Osten bis knapp hinter Fürth (Odenwald) und im Süden etwas über Gorxheim und Siedelsbrunn hinaus. Die westlichen Gebiete zwischen Lorsch und dem Rhein gehörten noch nicht dazu, ebenso wenig das hessische Neckartal (Hirschhorn und Neckarsteinach), dafür aber die heute badischen Städte und Gemeinden entlang der Bergstraße Laudenbach, Hemsbach, Sulzbach und Weinheim sowie im Südosten das Gebiet um Beerfelden.
Die Benennung der Mark deutet zwar auf eine gewisse Mittelpunktfunktion Heppenheims schon zur damaligen Zeit hin. Eine echte Verwaltungseinheit war die Mark aber nicht. Von einer kreisstadtähnlichen Stellung Heppenheims zu dieser Zeit kann daher sicher nicht die Rede sein.
Die Schenkung der Mark erscheint großzügiger, als sie war: Die Übertragung von Reichsland auf ein Reichskloster bedeutete für das Reich keinen Verlust, sondern im Grunde nur eine Verwaltungsreform. Der Zugriff auf ein Reichskloster war für den Kaiser genauso selbstverständlich wie der Zugriff auf eine dem Reich gehörende Mark. Kloster und Mark profitierten indessen gegenseitig von dieser Maßnahme, weil sie einerseits eine Vermehrung des klösterlichen Besitzes bedeutete, andererseits der Mark jetzt eine starke Institution für die weitere Entwicklung zur Verfügung stand.
Das Kloster Lorsch erlebte einen langen Aufstieg. Die folgenden Jahrhunderte waren von der stetig wachsenden Bedeutung der Abtei, die jetzt im Range eines Fürstentums stand, gekennzeichnet. Die ostfränkischen Könige Ludwig der Deutsche (* 804; † 876) und Ludwig der Jüngere († 882; Geburtsdatum unbekannt) waren große Wohltäter der Abtei und wurden in Lorsch beigesetzt (ihre Grabkirche wurde 1052 durch Papst Leo IX. neu geweiht). In der Zeit der Verschwörungen gegen Otto den Großen (* 912; † 973) in dessen ersten Regierungsjahren war sie dem König ein wichtiger Stützpunkt, dem er im Jahre 939 sogar den Schutz seiner Gemahlin Edgith anvertraute; seinem Bruder Bruno übertrug er die Leitung der Abtei.
Der Besitz des Klosters vermehrte sich durch zahllose Schenkungen ständig und zog sich schließlich in einem breiten Band vom Rhein bis tief in den Odenwald, mit zusätzlichen weit versprengten Besitztümern z. B. in Schwaben, an der Lahn und am Niederrhein.
Heppenheim entwickelte sich seit der Schenkung immer mehr zum weltlichen Mittelpunkt des klösterlichen Besitzes. Bereits in der ersten Hälfte des 9. Jahrhunderts fand vermutlich ein Markt in Heppenheim statt, lange bevor das Marktrecht als kaiserliches Privileg der besonderen Verleihung bedurfte, die anderen Städten der Region erst ein Jahrhundert später zuteilwurde (Bensheim: 956; Weinheim: 1000; Oppenheim: 1008). Neben der wirtschaftlichen Funktion für die Reichsabtei stieg Heppenheim auch zum Sitz der Verwaltung der Lorscher Rechte und Länder auf. Die Geschichte der Stadt war somit jahrhundertelang aufs engste mit der Geschichte des Klosters verknüpft.
Etwa um das 10. Jahrhundert entstanden wahrscheinlich die sechs Hubendörfer Unter- und Oberhambach, Kirschhausen, Erbach, Sonderbach und Wald-Erlenbach auf dem Gebiet der Heppenheimer Gemarkung. Sie bildeten mit Heppenheim eine Marktgenossenschaft.

### Hochmittelalter
Im Jahre 1065 wurde mit der Errichtung der Starkenburg ein neues Kapitel in der Geschichte des Raumes Bergstraße aufgeschlagen. Die Umstände, die zu ihrem Bau führten, beruhten letztlich auch auf dem Erfolg und der Bedeutung des Reichsklosters Lorsch. Kaiser Heinrich III. war im Jahre 1056 im Alter von nur 38 Jahren gestorben. Heinrich IV., sein erst 6-jähriger Sohn, trat die Thronfolge an, stand aber zunächst unter der Vormundschaft des von den Fürsten unterstützten Erzbischofs Anno II. von Köln, der dadurch die Regentschaft übernehmen und kaiserliches Vermögen verschleudern konnte. Da ergriff der hochgebildete und befähigte, aber auch machtbewusste und ehrgeizige Erzbischof Adalbert von Bremen die Fahne des Kaisers und gewann großen Einfluss auf ihn. Heinrich belohnte Adalbert dafür mit reichen Geschenken. Seit 1064 machte Adalbert auch Ansprüche auf das Reichskloster Lorsch geltend. Im Frühjahr 1065 wurde Abt Udalrich an den Hof des Königs gerufen, um die Übergabe an Adalbert anzuerkennen, jedoch widersprach der Abt, der darum bemüht war, die Unabhängigkeit des Klosters zu verteidigen, diesem Ansinnen. Auch Papst Alexander III. lehnte die von Heinrich nachgesuchte Zustimmung ab. Gleichwohl übertrug Heinrich mit königlicher Urkunde vom 6. September 1065 seinem Günstling die Abtei. Als sich Udalrich noch immer widersetzte und insgesamt drei Aufforderungen des Kaisers zur Vorsprache am Hofe – die letzte für den 1. November 1065 – wegen Krankheit nicht nachkommen konnte, unternahm Adalbert den Versuch, seine Besitzansprüche mit Waffengewalt durchzusetzen. Von den Lehensträgern der Abtei unterstützt, ließ Udalrich ab Ende Oktober 1065 in Windeseile auf dem Heppenheimer Stadtberg (genannt „Burcheldon“, heute: Schlossberg) die Starkenburg errichten. Bereits zum Jahreswechsel 1065/66 wurde die Burg von Adalbert belagert, hielt aber der Belagerung stand. Auf dem Reichstag zu Trebur im Januar 1066 gelang es den Reichsfürsten, Heinrich zur Entlassung seines treuen Anhängers Adalbert und zur Aufhebung aller zu dessen Gunsten ergangener Verfügungen zu zwingen. Adalbert gab daraufhin die Belagerung der Burg und alle Versuche, Herrschaft über Kloster Lorsch zu erlangen, auf; die Rechtsstellung der Reichsabtei war gerettet.
Der Name Burcheldon („Burgfeld“) und die extrem kurze Bauzeit lassen darauf schließen, dass der Bau der Starkenburg keinen völligen Neubau darstellte, sondern eine bereits vorhandene Wehranlage (möglicherweise noch aus keltischer oder germanischer Zeit) lediglich erneuert und ausgebaut wurde.
Seit dieser Zeit war die Starkenburg als Bollwerk des Klosters sein Rückhalt und der Garant für die Macht des Klosters in der Region. Als Kernstück der Lorscher Befestigung wurde sie immer wieder ausgebaut und weiter verstärkt. Im Jahre 1206 taucht erstmals der Name „Starkenberg“ auf, weil sie den Berg, auf dem sie errichtet war, zu einem starken machte. Lorsch, Heppenheim und Starkenburg bildeten in dieser Zeit den innersten Kern des klösterlichen Besitzes.
Der Blütezeit des Klosters folgte im 11. und 12. Jahrhundert sein Niedergang. Neue Mächte konkurrierten jetzt um die Herrschaft im Starkenburger Raum. Der Pfalzgraf bei Rhein hatte bereits erheblichen Einfluss gewonnen; ebenso bemühte sich der Erzbischof von Mainz, der neben der Bischofsstadt selbst ein ausgedehntes geistliches Territorium besaß, um die Vormachtstellung. Dem Kräftespiel dieser beiden Kurfürsten sollte Heppenheim und der Raum Bergstraße nunmehr länger als ein halbes Jahrtausend ausgesetzt sein, ehe sich mit dem Ende des alten Reiches schließlich der dritte große Rivale, die Grafschaft Katzenelnbogen und das später aus ihr hervorgegangene Großherzogtum Hessen, durchsetzen sollte. Die Zersplitterung des alten Reiches spiegelte sich damals auch im Bergsträßer Raum wider. Neben den genannten großen Mächten verfügten u. a. auch die Grafen von Erbach und der Bischof von Worms über Besitz im Bergsträßer Raum, daneben zahlreiche weitere Grafen und sonstige Herrschaftsträger, so dass dieser Raum insgesamt ein flickenteppichartiges Gewirr unterschiedlichster Hoheits- und Herrschaftsrechte darstellte.
Mit Kloster Lorsch verlor zunächst auch Heppenheim an Bedeutung in der Region. Sein Verwaltungsbezirk schrumpfte allmählich bis auf die sechs Hubendörfer. Das Ende der großen Lorscher Zeit wurde schließlich unter dem Staufenkaiser Friedrich II. besiegelt. Dieser stellte das bereits weitgehend in Bedeutungslosigkeit versunkene Kloster nach der Absetzung des letzten Abtes 1232 unter die Verwaltung der Mainzer Erzbischöfe, die somit auch die Verwaltung über Heppenheim übernahmen. Die konkurrierende pfälzische Macht war damit im Bergsträßer Raum zunächst eingedämmt. Bis zum Reichsdeputationshauptschluss des Jahres 1803, der dem endgültigen Untergang des alten Reiches im Jahre 1806 voranging, blieb Heppenheim dann – allerdings unterbrochen durch eine etwa 160 Jahre währende kurpfälzer Pfandherrschaft – Mainzer Besitz.
Kurmainz und Kurpfalz rangen von nun an über Jahrhunderte hinweg um die Vorherrschaft im Raum Bergstraße und Starkenburg. Schon 1238 kam es zu Kämpfen, in denen sich die Starkenburg als die wichtigste Bastion des Mainzer Erzbischof gegen den ihn bedrängenden Pfalzgrafen, der von den Lorscher Mönchen unterstützt wurde, erwies. Auch gegen den Kaiser musste sich der Erzbischof erwehren. Der Sohn und spätere Nachfolger Friedrichs II., Konrad IV., wollte eine staufische Herrschaft über das Gebiet begründen und brandschatzte dabei im Spätsommer 1243 die Bergstraße. Die Starkenburg und das durch seine Mauern geschützte Heppenheim konnte er jedoch nicht einnehmen. Der Erzbischof gewann wieder die Oberhand. Im Jahre 1245 setzte er im Kloster Lorsch Prämonstratenser ein. Im September 1247 schloss er in Bingen mit dem Pfalzgraf Frieden. Die Starkenburg wurde jetzt sowohl der militärische als auch der verwaltungsmäßige Mittelpunkt der Region. Im Jahr 1265 wird erstmals das „Amt Starkenburg“ – als echte Verwaltungseinheit – erwähnt, das von nun an bis zum Ende der Mainzer Zeit im Jahre 1803 Bestand haben und ab dem 17. Jahrhundert „Oberamt Starkenburg“ heißen sollte.
Aus dem Jahr 1222 stammt die älteste schriftliche Überlieferung über ein Gericht in Heppenheim, das erst auf dem Kirchhof tagte, wenig später auf dem Landberg (zwischen Heppenheim und Bensheim). Tatsächlich reicht die Gerichtsbildung aber sicher noch einige Jahrhunderte zurück und entwickelte sich vermutlich aus einem Lorscher Vogteibereich. Der ausgedehnte Gerichtsbezirk, die „Zent“, ist erst aus dem 16. Jahrhundert im Einzelnen überliefert. Ihre Größe und die Tatsache, dass dem Zentgericht auch die Hochgerichtsbarkeit übertragen war, lässt einen Vergleich mit den heutigen Landgerichten zu. Die Hinrichtungsstätte befand sich ebenfalls in Heppenheim, nämlich beim nahegelegenen „Hochgericht“ an der Grenze zu Bensheim. Die Gefangenen wurden zeitweise auf der Starkenburg inhaftiert.

### Spätmittelalter
Der urkundliche Nachweis für die Stadtrechtsverleihung fehlt. Eine Überlieferung aus dem Jahre 1318 anlässlich des Todes des Starkenburger Burggrafen Heilmann von Bommersheim bezeugt, dass jedenfalls zu dieser Zeit schon Stadtrechte bestanden haben. Vielfach wird angenommen, dass die Stadtrechtsverleihung in das gleiche Jahr fällt, zumal der Nachbar Bensheim das Stadtrecht 1320, also annähernd im gleichen Zeitraum, erhielt, und von nun an Zeugnisse der Stadterhebung Heppenheims in großer Zahl überliefert sind. Es ist auch bekannt, dass der Mainzer Erzbischof Peter von Aspelt zur damaligen Zeit um die militärische Stärkung des Bergsträßer Raumes bemüht war und zu diesem Zweck auch die Starkenburg besonders gut ausstattete. Andererseits wurde die – noch in geringen Resten erhaltene – Stadtummauerung bereits sehr viel früher angelegt. Der erste Mauerzug stammt möglicherweise noch aus fränkischer Zeit, der zweite Mauerzug wurde wahrscheinlich im Zuge des Baues der Starkenburg errichtet. Heppenheim verfügte also längst über das Wehrrecht und damit möglicherweise auch über das Stadtrecht (das Marktrecht als zweites wesentliches Privileg der Städte bestand für Heppenheim ohnedies schon seit Jahrhunderten).
Das 14. Jahrhundert war für Heppenheim durch zwei schwere Katastrophen gekennzeichnet. In den Jahren 1348/49 wurde die Stadt von der schweren Pestepidemie getroffen, die sich über ganz Europa ausgebreitet hatte und 25 Millionen Menschen – einem Drittel der europäischen Bevölkerung – den Tod brachte. Im Jahre 1369 wütete der erste große Stadtbrand, der die gesamte Stadt bis auf 4 Häuser zerstörte.
Im Jahre 1385 wurde die Stadtmauer wesentlich erweitert und der weitläufige vierte und letzte Mauerzug errichtet.
Mitte des 15. Jahrhunderts spitze sich die Rivalität zwischen Kurmainz und Kurpfalz außerordentlich zu. Dies führte im März 1460 zum Krieg. Zwischen Laudenbach und Hemsbach wurde ein Mainzer Aufgebot unter Führung des Burggrafen von Starkenburg, Ulrich III. von Cronberg, geschlagen; der Burggraf verlor dabei sein Leben. Der „Schlangenstein“, das in rotem Sandstein gehauene älteste Kriegerdenkmal der Umgebung, erinnert noch heute an dieses Ereignis. Bei Pfeddersheim wurde Erzbischof Diether von Isenburg endgültig von den Streitkräften des Pfalzgrafen Friedrich geschlagen und musste schließlich um Frieden bitten.
Zur gleichen Zeit kam es auch zum Konflikt zwischen dem Erzbischof und Papst Pius II. Der Streit entzündete sich vordergründig an der Weigerung Diethers, das Palliengeld an den Papst zu entrichten, hatte aber wohl seine eigentliche Ursache in Diethers Reformabsichten. Der Papst erklärte den Erzbischof schließlich für abgesetzt und ernannte Adolf II. zu seinem Nachfolger. Zwischen den Anhängern Diethers und den Anhängern Adolfs kam es zum Krieg („Mainzer Stiftsfehde“). Pfalzgraf Friedrich unterstützte nunmehr Erzbischof Diether. Am 19. November 1461 schlossen die beiden Kurfürsten den „Weinheimer Bund“. Dafür verpfändete Diether das gesamte Amt Starkenburg an den Pfalzgrafen mit dem Recht, das Pfand für 100.000 Gulden wieder einzulösen. Heppenheim und Starkenburg wurden dadurch auf rund 160 Jahre pfälzisch.

## Neuzeit

### Frühe Neuzeit
Im Jahre 1504 wurde – jetzt unter kurpfälzischer Verwaltung – die Starkenburg nochmals ausgebaut. Anlass hierfür war die Bayerische Fehde. Der römisch-deutsche König Maximilian I. hatte Landgraf Wilhelm II. von Hessen mit der Vollstreckung der Acht an der Kurpfalz beauftragt. Letzterer zog auch mit einem starken Heer über die Bergstraße bis Heidelberg, jedoch kam es zu keinem Kampf um die Starkenburg.
Als Martin Luther mit der Veröffentlichung seiner „95 Thesen“ im Jahre 1517 die Reformation einleitete, begann nicht nur für das Reich eine schicksalhafte Zeit mit verhängnisvollen Konsequenzen. Auch Heppenheim hatte unter den Folgen der Glaubensspaltung und der konfessionellen Streitigkeiten schwer zu leiden. In nicht einmal 80 Jahren mussten die Heppenheimer nicht weniger als sieben Mal den Glauben wechseln.
Kurfürst Ottheinrich (1556–1559) führte in der gesamten Pfalz einschließlich der an sie verpfändeten Gebiete, damit auch in Heppenheim, die Reformation ein. In den folgenden Jahren bedeutete dann jeder neue Kurfürst eine neue Religion. Der Nachfolger Ottheinrichs, Friedrich III. (1559–1576), verordnete den Calvinismus. Dessen Thronfolger Ludwig VI. (1576–1583) kehrte zum Luthertum zurück. Johann Casimir (1583–1592), sein Nachfolger, bzw. dessen vormundschaftliche Regierung stellte wieder den Calvinismus her, der dann bis zum Dreißigjährigen Krieg Bestand hatte.
Die Einführung der neuen Religionen erfolgte immer mit großer Strenge. Die gesamte Bevölkerung musste gegen ihren Willen den Glauben wechseln. Geistlichen und Beamten, die an ihrer Religion festhielten, drohten Strafe und Entlassung. In der calvinistischen Zeit Friedrich III. wurden Kirchengüter eingezogen und viele Klöster säkularisiert. Kloster Lorsch, noch immer mit Prämonstratensern besetzt und zur damaligen Zeit eine Propstei, wurde bereits 1557 (noch unter Ottheinrich) aufgehoben.
Der „Prager Fenstersturz“ am 23. Mai 1618 leitete den Dreißigjährigen Krieg (1618–1648) ein, der auch für Heppenheim und das Amt Starkenburg erhebliche Konsequenzen hatte. Geschürt hatte den Konflikt der eigene Landesherr, Pfalzgraf Friedrich V. von der Pfalz, als sich dieser von den protestantischen, hussitischen und tschechischen Ständen Böhmens zu deren König wählen ließ (sog. „Winterkönig“). Dies war eine regelrechte Kriegserklärung an Kaiser Ferdinand II. von Habsburg, der bereits 1617 zum König von Böhmen gewählt worden war. Ferdinand griff mit den kaiserlichen Truppen und ihren katholischen Verbündeten erst in Böhmen ein, bevor er zum Schlag gegen die Kurpfalz ausholte. 1620 drangen die verbündeten Spanier unter Spinola bis zur Bergstraße vor und besetzten diese. Unter Cordoba nahmen sie 1621 auch die Starkenburg ein. Die pfälzische Herrschaft wurde durch die Niederlage gegen die kaiserlichen Truppen in der Schlacht bei Wimpfen am 26. April 1622 endgültig gebrochen. Mit Genehmigung des Kaisers durfte der Mainzer Erzbischof Johann Schweikhard von Cronberg das über 160 Jahre alte Pfand – zunächst ohne Rückzahlung der Pfandsumme – im Jahre 1623 wieder einlösen; das Amt Starkenburg mit Heppenheim wurde jetzt wieder Mainzer Besitz. Mit Gerhard von Waldenburg, einem tiefreligiösen Katholiken, wurde ein neuer Burggraf auf der Starkenburg eingesetzt. Erzbischof und Burggraf begannen sofort mit dem Werk der Rekatholisierung, allerdings mit größerer Nachsicht und Milde als die vormalige Abkehr vom Katholizismus durch die Pfalzgrafen, da der Erzbischof war gemäßigt und tolerant war. Gerade die Toleranz des Erzbischofs sowie die zum Teil widerstrebende Bevölkerung führten allerdings dazu, dass die Gegenreformation anfänglich eher schleppend vorankam. Im Dekret vom 6. Dezember 1625 stellte der Erzbischof schließlich die Bevölkerung vor die Wahl „Glaubenswechsel oder Landesverweis“. Fast alle Heppenheimer kehrten nun zum katholischen Glauben zurück.
Der Prämonstratenserorden ersuchte den Erzbischof jetzt auch um die Rückgabe und Wiederbegründung von Klosters Lorsch (1629). Alle diesbezüglichen Bemühungen blieben indessen vergebens; das Kloster blieb aufgelöst. Die Sorge des Erzbischofs um die ungeschmälerte Macht im Starkenburger Raum überwog sein religiöses Gewissen.
Im Jahre 1630 trat Schweden in den Krieg ein; vordergründig zur Unterstützung in Bedrängnis geratener protestantischer Fürsten nach den Erfolgen der katholischen Liga und Wallensteins gegen die Dänen, tatsächlich aber vor allem aus eigenem Machtstreben und der Hoffnung auf Gebietsgewinne an der Ostsee. Am 24. Juni 1630 landete König Gustav Adolf auf Usedom; von da zogen die Schweden über Leipzig, Thüringen und Franken bis nach Mainz. Im November 1630 fiel auch die Bergstraße in schwedische Hand; die Starkenburg wurde von den Schweden besetzt. Mit den Schweden kam auch wieder der Calvinismus. Die schwedische Herrschaft blieb aber nur für kurze Dauer: Am 6. November 1632 fiel König Gustav Adolf in der Schlacht bei Lützen, am 6. September 1634 wurden die Schweden von den kaiserlichen Truppen bei Nördlingen geschlagen. Dies führt Anfang 1635 auch zum Rückzug an der Bergstraße. Die Herrschaft über Heppenheim und Starkenburg fiel jetzt wieder an den Erzbischof von Mainz. Die Rekatholisierung konnte fortgesetzt werden; der siebte und letzte Glaubenswechsel der Heppenheimer Bevölkerung in weniger als 80 Jahren war vollzogen.
Überall in Deutschland führten die durch den langen Krieg hervorgerufenen Zustände zu verheerenden Pestepidemien. 1635 wurde auch Heppenheim und die gesamte Region in katastrophaler Weise von der Pest getroffen. Nur etwa 20 % der Bevölkerung überlebte, und zwar nahezu ausschließlich in den Städten Heppenheim und Bensheim, während das umliegende Land praktisch völlig entvölkert wurde. 1636 erlitt Heppenheim eine Plünderung durch polnische Truppen der kaiserlichen Armee, die gegen aus ihrer Sicht zu niedrigen Sold gemeutert hatten. Bei ihrer Plünderung zerstörten sie die herrschaftliche Kellerei. 1638 verheerten dann auch die Kaiserlichen selbst das Land, verfütterten in Heppenheim den Most und verbrannten die Mostbütten.
Der Dreißigjährige Krieg, der als konfessionelle Auseinandersetzung begonnen hatte, hatte sich längst zu einem Krieg Hegemonialkrieg Frankreichs gegen die Habsburger und damit das Reich entwickelt. Durch den direkten Eingriff Frankreichs auf Seiten der Schweden 1635 näherte sich der Krieg wieder dem Rheinland und ab 1638 kam es vereinzelt, ab 1643 dann verstärkt zu französischen Angriffen auf den deutschen Südwesten. Am 26. Juni 1645 zwangen sie Heppenheim zur bedingungslosen Übergabe, nachdem es ihnen gelungen war, eine Bresche in die Südwestecke der Stadtmauer zu schlagen. Die Stadt wurde von den französischen Truppen schonungslos geplündert, obwohl, wie ein französischer Offizier schrieb, ohnehin „nicht viel drin war“. Die Starkenburg konnte von den Franzosen allerdings nicht eingenommen werden. 1646 wurden die Franzosen von den Bayern geschlagen und die Bergstraße wieder von den Kaiserlichen besetzt. 1647 kamen die Franzosen zurück. 1648 endete schließlich der Krieg. Der in Münster und Osnabrück geschlossene „Westfälische Frieden“ widmete der Wiedereingliederung der Landesteile an der Bergstraße einen eigenen Artikel, welcher 1650 durch den von Erzbischof Johann Philipp von Schönborn und Pfalzgraf Karl I. Ludwig errichteten „Bergsträßer Nebenrezeß“ ergänzt wurde und die Wiedereingliederung der Bergstraße endgültig regelte. Die Pfandsumme wurde nunmehr an Kurpfalz zurückbezahlt. Heppenheim und Starkenburg waren jetzt endgültig wieder Mainzer Besitz.
Zwischen 1668 und 1675 wurde das Amt Starkenburg in „Oberamt“ umbenannt. Der Aufwertung des Titels stand aber eher ein Verlust an Kompetenzen gegenüber: Die alte, mit dem Oberamt deckungsgleiche Kellerei (Finanzverwaltung), die ihren Sitz in Heppenheim hatte, war 1629 in die Kellereien Heppenheim und Bensheim aufgeteilt worden, 1699 kam dann auch noch Hirschhorn als eigene Kellerei hinzu.
Nur 50 Jahre nach der Plünderung Heppenheims im Dreißigjährigen Krieg fielen die Franzosen erneut und mit noch verheerenderen Folgen in Heppenheim ein. Ludwig XIV., der französische „Sonnenkönig“, führte ab 1667 mehrere Eroberungsfeldzüge an seiner westlichen Grenze, und befand sich bereits von 1673 bis 1679 im Kriegszustand mit dem Reich, wovon Heppenheim nicht berührt wurde. Der Friede von Nimwegen 1679 beendete aber nicht seine Eroberungen, da er ab 1680 als sogenannte Reunionen Ansprüche auf Gebiete fingieren und diese besetzen ließ, die früher einmal verbunden waren mit den Gebieten im Elsass und den lothringischen Bistümern, die ihm im Westfälischen Frieden 1648 abgetreten wurden. 1688 begann er einen neuen Krieg, als dessen Anlass neben dem Kölner Bistumsstreit angebliche Erbansprüche der mit Ludwigs Bruder, dem Herzog von Orleans, vermählten Liselotte von der Pfalz – gegen deren Willen – auf Teile der Kurpfalz diente (der „Pfälzer Erbfolgekrieg“ 1688–1697). Die französischen Operationen blieben nicht auf die Kurpfalz beschränkt, sondern erstreckten sich über den gesamten südwestdeutschen Raum und führte zu flächendeckender Verwüstung, da die Strategie des französischen Kriegsministers Louvois das systematische Entfestigen und Zerstören der Ressourcen des Landes vorsah. Das Land war ihnen zunächst fast schutzlos ausgeliefert, denn das kaiserliche Heer kämpfte noch immer in Ungarn gegen die Türken. 1688 zogen die Franzosen auch an die Bergstraße und griffen unter ihrem später berüchtigten Feldherren Mélac und Marschall de Lorges dreimal die Starkenburg an (1688, 1689 und 1693), belagerten diese jedoch stets vergeblich. Es bewährte sich jetzt, dass die Burg rund zehn Jahre zuvor in erheblichem Umfange ausgebaut, befestigt und erneuert worden war. 1688 forderten die Franzosen im Sinne ihrer Strategie, die Stadtmauern von Heppenheim und Bensheim sowie die Mauern der Starkenburg niederzulegen; die Forderung wurde allerdings nicht erfüllt. 1689 wurde Heppenheim von den Franzosen geplündert. Nach dem letzten vergeblichen Eroberungsversuch der Starkenburg von 1693 plünderten sie Heppenheim erneut und verursachten dabei einen verheerenden Stadtbrand, der große Teile der Stadt zerstörte. Dem späteren Wiederaufbau verdankt die Stadt die prachtvollen Gebäude rund um den Marktplatz, besonders das berühmte Rathaus, die Liebigapotheke (ursprünglich Gasthaus „Zur Goldnen Rose“), das heutige Restaurant „Zum Goldenen Engel“ sowie viele weitere schöne Fachwerkbauten der Heppenheimer Altstadt.
Erst der Frieden von Rijswijk (1697) beendete die Kampfhandlungen am Oberrhein und zwang die Franzosen, ihre Eroberungen und Reunionen zurückzugeben (bis auf das Elsass einschließlich Straßburg, das von Frankreich annektiert wurde), nachdem sich die europäischen Fürsten zur Abwehr der französischen Vormacht verbündet hatten und der Krieg in Anbetracht Ludwigs völlig erschöpfter Staatsfinanzen auch kaum noch finanzierbar war. Neben Heppenheim waren am Ende fast alle Städte der von den Franzosen heimgesuchten Gebiete Badens und der Kurpfalz zerstört; im Bergsträßer Raum unter anderem Heidelberg, Mannheim, Worms und Zwingenberg. Die Städte waren niederbrannt, teilweise dem Erdboden gleichgemacht, Wege zerstört und Brücken abgerissen.
Im Zweiten Koalitionskrieg wurde Heppenheim erneut von den französischen Truppen angegriffen und geplündert (1799), diesmal allerdings nicht zerstört.
Die Stadtmauern hatten durch die fortgeschrittene Kriegstechnik, insbesondere die zwischenzeitlich erreichte Durchschlagskraft der Kanonen, ihre schützende Funktion schon lange verloren. Um die Jahrhundertwende wurden deshalb die Heppenheimer Stadtmauern samt Türme weitgehend niedergelegt; später gab die Stadt auch ihr Eigentumsrecht an ihnen auf (1831) und erklärte sie schließlich für herrenlos (1845).
Bereits 1765 war die aus dem gleichen Grunde nutzlos gewordenen Starkenburg zum Abbruch freigegeben worden, wurde jedoch 1787 vom Mainzer Kurfürst Erzbischof Friedrich Karl Joseph von Erthal „als ein Denkmal von deutscher Kunst und Sitte und eine Zierde, die einen unbeschreiblichen Eindruck von Ruhe und Erhabenheit rund um sich verbreitet, die niemand ohne innigste Rührung ansieht“ vor weiterer Zerstörung geschützt.
Im heutigen Stadtgebiet von Heppenheim bestanden im Jahr 1800 insgesamt 33 Mahlmühlen, außerdem noch drei Ölmühlen und zwei Sägemühlen.

### Moderne
Mit dem „Reichsdeputationshauptschluss“ vom 25. Februar 1803 wurden die territorialen Verhältnisse im Reich neu geregelt. Anlass waren die Eroberungen Napoleons, der die französische Staatsgrenze bis an den Rhein ausgedehnt hatte. Die Reichsfürsten, die dadurch ihre linksrheinischen Gebiete verloren hatten, mussten einer Forderung Frankreichs und Russlands gemäß, die hierbei als europäische Ordnungsmächte auftraten, entschädigt werden. Ein wesentliches Mittel zur Beschaffung der hierfür erforderlichen Entschädigungslande war die Auflösung der kirchlichen Herrschaftsgebiete und deren Verteilung unter den weltlichen Fürsten (Säkularisation). Der Erzbischof von Mainz konnte zwar als einziger geistlicher Fürst des Reiches die völlige Enteignung abwenden, musste aber seinen Sitz nach Regensburg verlegen und verlor sein altes mainzisches Herrschaftsgebiet einschließlich Oberamt Starkenburg mit Heppenheim, das nunmehr an den Landgrafen von Hessen-Darmstadt fiel. Am 25. August 1803 nahm Landgraf Ludwig X. vor dem Heppenheimer Rathaus die Huldigung der neuen Landesteile entgegen. Der neuen Südprovinz wurde der Name „Fürstentum Starkenburg“ verliehen. Es umfasste den gesamten hessisch-darmstädtischen Landesteil zwischen Rhein, Main und Neckar, reichte also über das vormalige Oberamt Starkenburg hinaus. Der bombastische Titel war indessen eine leere Hülle: Das alte Oberamt Starkenburg wurde 1805 als Verwaltungseinheit aufgelöst. Stattdessen wurden die zuvor unselbständigen Amtsvogteien Heppenheim, Bensheim, Lorsch und Fürth jetzt zu selbständigen Ämtern erhoben.
Nach der endgültigen Auflösung des alten Reiches 1806 stieg der Landgraf gar zum Großherzog auf, so dass Heppenheim und das Fürstentum Starkenburg nunmehr dem „Großherzogtum Hessen“ angehörten.
1816 wurde das Fürstentum Starkenburg in Provinz Starkenburg umbenannt, blieb aber ansonsten unverändert. Insgesamt umfasste das Großherzogtum jetzt drei Provinzen; neben Starkenburg waren dies die Provinzen Oberhessen und Rheinhessen (diese Einteilung behielt bis zum Jahre 1937 Gültigkeit).
Am 17. Dezember 1820 wurde die Verfassung des Großherzogtums verkündet. Ihr folgte die Verordnung vom 14. Juli 1821 mit einer umfassenden Verwaltungsreform. An die Stelle der Amtsvogteien traten in den Provinzen Starkenburg und Oberhessen nunmehr Landratsbezirke, die Vorläufer der heutigen Kreise. Im Bereich des heutigen Kreises Bergstraße wurden die Landratsbezirke Heppenheim, Bensheim, Lindenfels und Hirschhorn, sowie Wimpfen als Exklave in Baden, gebildet. Zum Landratsbezirk Heppenheim, das seit dieser Zeit als Kreisstadt bezeichnet werden kann, gehörten neben Heppenheim selbst u. a. Lorsch, Lampertheim, Groß-Rohrheim, Groß-Hausen und Wattenheim, nicht aber die seit jeher so eng mit Heppenheim verbundenen Dörfer Unter- und Oberhambach, Kirschhausen, Erbach, Sonderbach und Wald-Erlenbach. Die Schaffung so kleiner Verwaltungseinheiten an Stelle des großen alten Oberamtes war erklärtes Ziel der Reform; man versprach sich hiervon größere Bürgernähe. Die Gerichtsbezirke wurden ebenfalls neu eingeteilt, wobei die Gerichtssitze der neuen „Landgerichte“ bewusst nicht an die Kreisstädte vergeben wurden, um zum einen die wichtigsten staatlichen Einrichtungen unter möglichst viele Städte streuen zu können, zum anderen das Prinzip der Trennung von Justiz und Verwaltung (Gewaltenteilung) besser zu verwirklichen. Die Landgerichte im heutigen Landkreis Bergstraße wurden in Lorsch (für den Landratsbezirk Heppenheim), Zwingenberg (für den Landratsbezirk Bensheim) und Fürth (für den Landratsbezirk Lindenfels) eingerichtet. Das Heppenheimer Zentgericht wurde aufgehoben. Für Heppenheim endete damit die weit länger als ein halbes Jahrtausend währende Tradition als Gerichtssitz.
Die Darmstädter Regierung erkannte rasch, dass die neu gebildeten Verwaltungseinheiten zu klein geraten waren. Schon ab 1822 wurde über eine abermalige Reform diskutiert. Als diese zehn Jahre später verwirklicht wurde, hätte sie Heppenheim beinahe auch den Sitz des Landratsamtes gekostet. Nach der am 20. August 1832 bekanntgegebenen Neugliederung sollte es in Süd-Starkenburg künftig nur noch die Kreise Bensheim und Lindenfels geben; Heppenheim war zur Eingliederung in den Kreis Bensheim vorgesehen, sein Landratsbezirk sollte in den Kreis Bensheim fallen. Noch vor dem Inkrafttreten der Verordnung zum 15. Oktober 1832 wurde diese aber dahingehend revidiert, dass statt des Kreises Lindenfels neben dem Kreis Bensheim der Kreis Heppenheim als zweiter Kreis gebildet, die Stadt mithin nicht in den Kreis Bensheim eingegliedert wurde.
Infolge der Märzrevolution 1848 wurden mit dem „Gesetz über die Verhältnisse der Standesherren und adeligen Gerichtsherren“ vom 15. April 1848 die standesherrlichen Sonderrechte endgültig aufgehoben. Darüber hinaus wurden in den Provinzen, die Kreise und die Landratsbezirke des Großherzogtums am 31. Juli 1848 abgeschafft und durch „Regierungsbezirke“ ersetzt, wobei die bisherigen Kreise Bensheim und Heppenheim zum Regierungsbezirk Heppenheim vereinigt wurden. Bereits vier Jahre später kehrte man aber zur Einteilung in Kreise zurück, wodurch neben dem Kreisen Heppenheim und Bensheim auch vorübergehend (bis zu ihriger endgültigen Beseitigung im Jahre 1874) die Kreise Lindenfels und der Wimpfen entstanden. Die Gemeinden der Kreise Lindenfels und Wimpfen wurden 1874 den Kreisen Heppenheim und Bensheim zugeschlagen. Diese Einteilung sollte dann bis 1938 Bestand haben.
Mit dem Bau der Main-Neckar-Bahnstrecke im Jahre 1846 begann für Heppenheim das Eisenbahnzeitalter. Nach der Vollendung des ersten Bauabschnittes von Langen nach Darmstadt (Inbetriebnahme: 16. April 1846) wurde Heppenheim Endpunkt der am 22. Juni 1846 eingeweihten Verlängerung nach Süden. Wenig später war die durchgehende Strecke von Frankfurt bis Mannheim/Heidelberg fertiggestellt (27. Juli 1846).
Die Weiterentwicklung des Heppenheimer Bahnhofes zu einem Eisenbahnknotenpunkt gelang jedoch nicht. Die weit vorangeschrittenen Pläne für eine große Ost-West-Verbindung durch den Odenwald, für die sich als Schnittpunkt mit der von Nord nach Süd verlaufenden Main-Neckar-Bahn aufgrund der topographischen Verhältnisse nur Heppenheim angeboten hätte (diskutiert wurden u. a. Bahnstrecken von Worms nach Miltenberg oder von Kaiserslautern bis Würzburg; manchen schwebte sogar eine Linie Paris-Prag vor), wurde von der großherzoglichen Regierung in Darmstadt, die einen Eisenbahnknoten außerhalb Darmstadts verhindern wollte, konsequent und letztlich erfolgreich sabotiert. Zur Ausführung gelangten deshalb nur die Nebenstrecken Worms-Bensheim, Lampertheim-Weinheim, Weinheim-Fürth/Wahlen und die Stichbahn Lorsch-Heppenheim. Letztere war nur in der Zeit von 1903 bis zum Ende des Ersten Weltkrieges und nochmals von 1925 bis 1934 in Betrieb; im Zweiten Weltkrieg wurde sie wegen des Schienenbedarfes im Osten endgültig demontiert.
Im „Vormärz“ und der deutschen Revolution der Jahre 1848/49 war Heppenheim mehrfach Schauplatz bedeutsamer Ereignisse. Am 10. Oktober 1847 trafen sich führende Vertreter der deutschen Freiheitsbewegung – unter ihnen Heinrich von Gagern, Paul Theodor Welker und Adam von Ittstein – im Hotel Halber Mond zur „Heppenheimer Versammlung“ und formulierten ihre Forderungen nach einem deutschen Parlament, Garantie bürgerlicher Freiheiten und Grundrechte einschließlich Pressefreiheit, Öffentlichkeit der Gerichte und konstitutionellem Leben. Dies war der Auftakt der Revolution und zugleich einer der wichtigsten Stationen auf dem Weg zur deutschen Nationalversammlung, die am 28. März 1849 in der Frankfurter Paulskirche die Reichsverfassung verabschiedete. Aber wie der Beginn war auch das Ende der Revolution mit Begebenheiten verbunden, die sich zu einem wesentlichen Teil in Heppenheim zugetragen haben. An sich war die Revolution schon gescheitert, als am 3. April 1849 der preußische König Friedrich Wilhelm IV. die ihm von der Nationalversammlung angebotene Kaiserkrone ablehnte. Noch aber war ihr Feuer nicht erloschen. Unter den verzweifelten Versuchen, die Revolution zu retten, nahm der „badische Aufstand“ einen besonderen Platz ein. Am 11. Mai 1849 meuterten badische Garnisonen in der Bundesfestung Rastatt. Rasch breitete sich der Aufstand aus; die demokratischen Volksvereine, von Anfang an Träger der Revolution in Baden, übernahmen die Regierungsgewalt. Da bildete sich am 24. Mai 1849 im heutigen Heppenheimer Stadtteil Ober-Laudenbach eine (zuvor im badischen Unterlaudenbach vom Bürgermeister verbotene) Versammlung mit 3.000 bis 5.000 Teilnehmern, die durch Vorbereitung eines militärischen Einfalles in das Großherzogtum Hessen mit der zusätzlichen Stoßrichtung Frankfurt am Main das Paulskirchenparlament und die Reichsverfassung zu retten versuchte. Darüber hinaus sollte versucht werden, die großherzoglich-hessische Armee oder zumindest Einheiten davon zum Überlaufen zu bewegen. Die hessische Regierung hatte drei Kompanien aus Heppenheim und Umgebung herbeigeordert und ihren um Vermittlung bemühten Regierungskommissar Christian Prinz entsandt, der ein heftiges Streitgespräch mit dem Anführer der Revolutionäre Wilhelm Zimmermann führte. Plötzlich fielen aus der aufgebrachten Menge Schüsse und trafen Prinz tödlich. Dies führte zum Eingreifen der hessischen Soldaten, die entgegen den Hoffnungen der Revolutionäre nicht die Fronten wechselten. In dem sich entwickelnden Gefecht wurden 13 Revolutionäre getötet und über 100 verletzt. Folgen dieses Ober-Laudenbacher Gefechts war die Verkündung des Kriegsrechtes in Teilen der Provinz Starkenburg auf vier Wochen durch Verordnung vom 28. Mai 1849, aber auch eine abschreckende Wirkung auf das Bürgertum wegen der ausgebrochenen Gewalt und eine Schwächung der revolutionären Bewegung in Baden aufgrund der erwiesenen Fürstentreue der hessischen Soldaten insgesamt. Aber schon wenige Tage später kam es zum nächsten verhängnisvollen Gefecht. Noch immer versuchten die badischen Truppen, Unterstützung durch die hessischen Soldaten zu erlangen Das Hauptquartier des Stabes der großherzoglichen Truppen in den Unternehmungen gegen die revolutionäre Bewegung in Südhessen war im Hotel Halber Mond in Heppenheim eingerichtet. Als plötzlich die – falsche – Nachricht übermittelt wurde, badische Truppen seien zur Unterstützung der revolutionären hessischen Odenwälder im Anmarsch, nahm ein Geplänkel mit den badischen Revolutionstruppen den Charakter eines ernsthaften Gefechtes an. Von Heppenheim aus griffen die Hessen zunächst Unterlaudenbach an und nahmen dieses ohne großen Widerstand ein. Der weitere Vormarsch auf Hemsbach führte dann zu erbitterten Kämpfen, in denen die Badener den Hessen letztlich unterlagen. Diese „Schlacht von Heppenheim und Hemsbach“ (obwohl die wesentlichen und letztlich entscheidenden Kämpfe in Hemsbach stattfanden, sprechen Historiker vielfach auch einfach nur von der „Schlacht von Heppenheim“) war der Wendepunkt in der badischen Revolution, mit deren Zusammenbruch dann die revolutionäre Bewegung in Deutschland insgesamt erstickte.
Der Deutsch-Französische Krieg (1870/71) und die sich daraus ergebende Reichsgründung war nicht mit einschneidenden Ereignissen für Heppenheim verbunden. Es profitierte auch nicht von der Neueinteilung der Gerichtsbezirke im Jahre 1879. An die Stelle der „Landgerichte“ traten im heutigen Landkreis Bergstraße Amtsgerichte in Fürth, Hirschhorn, Lorsch, Wald-Michelbach und Zwingenberg (1902 auch in Bensheim, 1905 in Lampertheim). Heppenheim war nach wie vor kein Gerichtssitz mehr.

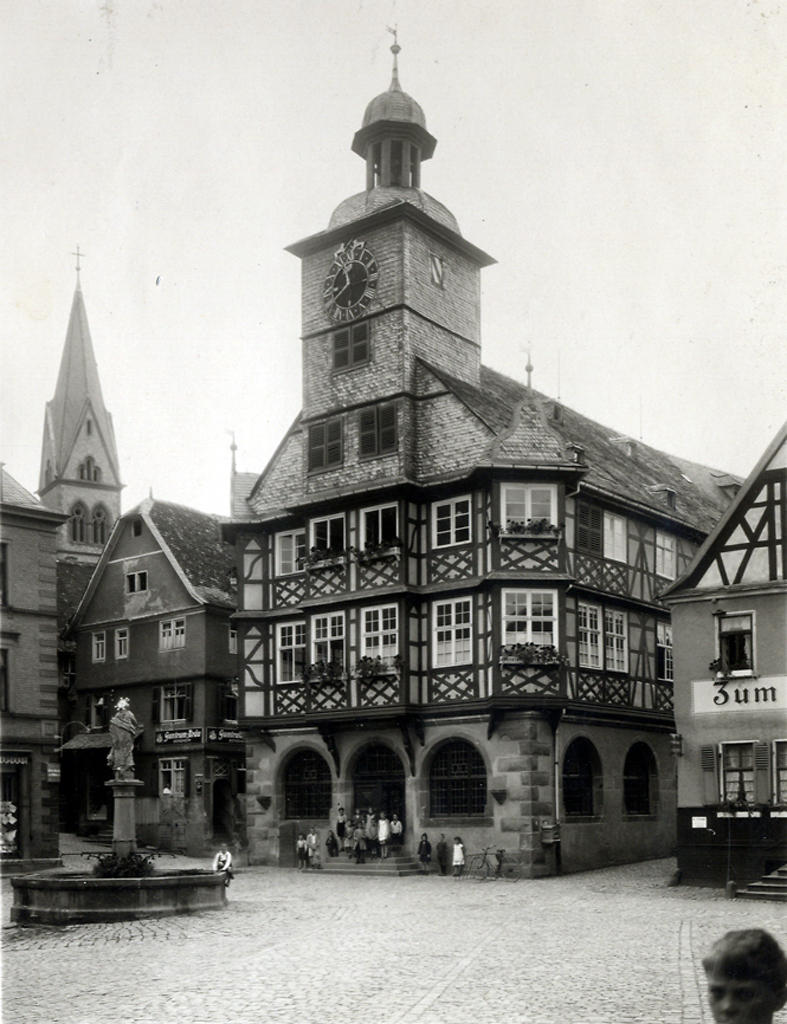
Das Heppenheimer Rathaus um 1900

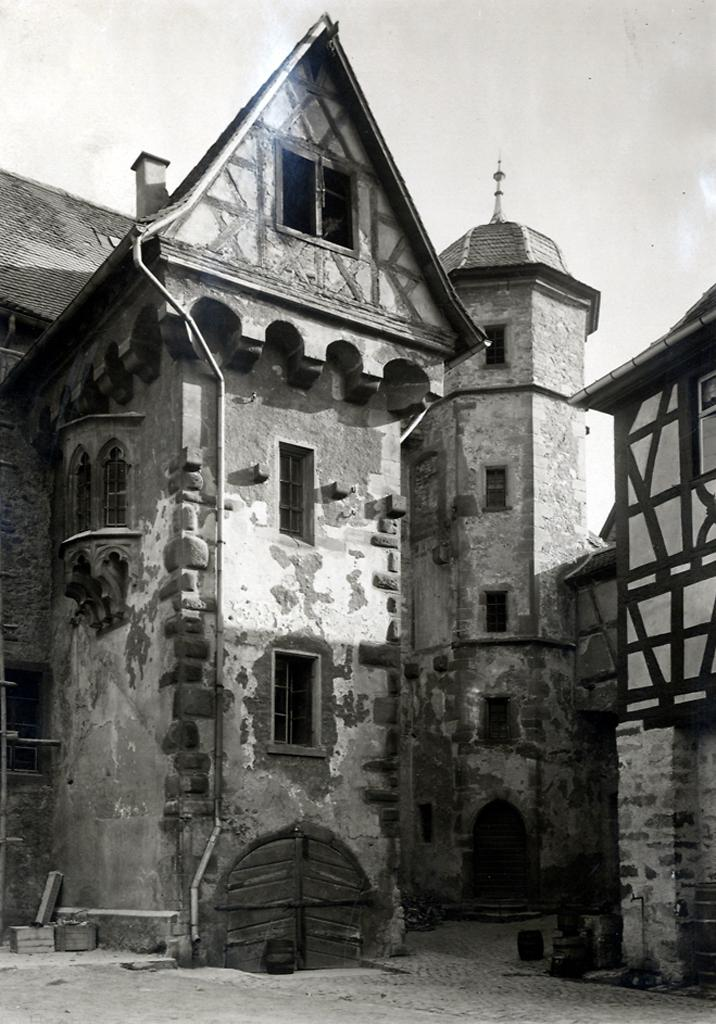
Kurmainzer Amtshof um 1900

Im Jahr 1900 wurde der zu klein gewordene alte Kirchenbau von St. Peter abgebrochen. Die in der Urkunde von 755 erwähnte Kirche war allerdings nicht einmal mehr in Teilen vorhanden, sondern bereits vollständig durch die im Laufe der Jahrhunderte durchgeführten ständigen Umbauten, Anbauten und Erneuerungen – teilweise in minderer Qualität und uneinheitlich in den Baustilen – ersetzt. Der von 1901 bis 1904 in frühgotischer Form errichtete Neubau wird wegen seiner Größe und eindrucksvollen Gestalt auch als „Dom der Bergstraße“ bezeichnet. Der alte Kirchturm blieb erhalten und wurde in den Nordturm des Neubaues integriert.

#### Zeit der Weltkriege
Im Ersten Weltkrieg (1914–1918) verloren 176 Söhne der Stadt ihr Leben. Weitere Konsequenzen hatte der Krieg für Heppenheim aber nicht. Es blieb insbesondere von der alliierten „Rheinland-Besetzung“ verschont. Als Deutschland – „im Felde unbesiegt“ – im November 1918 um Waffenstillstand bat, hielten die Alliierten ohnehin nirgendwo Reichsgebiet besetzt. Im Versailler Vertrag musste sich jedoch das Deutsche Reich verpflichten, auf die Dauer von 15 Jahren (von 1919 bis 1934) der Besetzung Westdeutschlands durch Franzosen, Engländer, Amerikaner und Belgier zuzustimmen. Demarkationslinie war überwiegend der Rhein, so dass in Worms die besetzte Zone endete; Heppenheim blieb unbesetzt. Da die Monarchie zusammengebrochen war und auch der Großherzog abdanken musste, gehörte es allerdings zwischen den beiden Weltkriegen nicht mehr zum „Großherzogtum Hessen-Darmstadt“, sondern jetzt zum „Volksstaat Hessen“.
Zwischen den Weltkriegen gelangte Heppenheim unter Intellektuellen durch das Wirken zweier Persönlichkeiten zu einer gewissen Bekanntheit: Paul Geheeb (1870–1961) und Martin Buber (1878–1965). Paul Geheeb hatte schon 1910 im heutigen Stadtteil Oberhambach seine Odenwaldschule gegründet, ein Internat mit neuem und für die damalige Zeit revolutionärem pädagogischem Konzept: eine enge Gemeinschaft – zum Teil auch Wohngemeinschaft – zwischen Schülern und Lehrern sowie zwischen Jungen und Mädchen, Kurssystem mit Fachgruppen ohne Jahrgangsstufen und ohne Versetzungsrituale, überhaupt ohne Prüfungen, Zensuren, Zeugnisse und Strafen. Der große jüdische Religionsphilosoph Martin Buber, der in Frankfurt als Professor lehrte, lebte ab 1916 in Heppenheim. Er hatte bewusst den Wohnsitz Heppenheim als ruhigen Kontrast zur Großstadt Frankfurt gewählt. Sowohl Geheeb als auch Buber verließen Deutschland in der Zeit des Nationalsozialismus; Geheeb emigrierte im Jahre 1934 in die Schweiz, Buber wanderte im Jahre 1938 nach Jerusalem aus. Die Odenwaldschule wurde indessen bis zu ihrer Schließung 2015 weitergeführt. Das Wohnhaus Martin Bubers steht inzwischen unter Denkmalschutz und ist heute Sitz des Internationalen Rates der Christen und Juden.
1924 musste der Bergfried der Starkenburg, der nach Blitzeinschlag ausgebrannt und dadurch endgültig baufällig gewordenen war, gesprengt werden. Der 1930 erbaute (und 1958 mit einem Dach versehene) neue Bergfried wurde nach langer Diskussion nicht an der ursprünglichen Stelle, sondern nach vorn versetzt errichtet, um zum einen die gesamte Fläche des Burghofes für etwaige Veranstaltungen zu gewinnen, zum anderen um den Neubau bewusst von seinem historischen Vorbild abzugrenzen. Heute wird diese schon damals sehr umstrittene Entscheidung allgemein bedauert. Der Wert der Starkenburg als Denkmal, der schon in der Zeit des Abbruches (1765–1787) stark gelitten hatte, wurde dadurch zusätzlich beeinträchtigt.
Im Jahre 1927 wurde das Mutterhaus der Barmherzigen Schwestern vom hl. Vinzenz von Paul („Vinzenzkloster“ zwischen Bahnhof und Neckarstraße) nach zweijähriger Bauzeit eingeweiht. Die Bauleitung des Mutterhauses der Vinzentinerinnen lag in den Händen von Joseph Winter. Unterstützung erhielt er von Georg Fehleisen (1893–1936). Das Kloster besteht bis heute.
In Hessen wurde am 3. Juli 1933 das „Gesetz zur Durchführung von Feldbereinigung zum Zwecke der Arbeitsbeschaffung im Zuge der Riedmelioration“ erlassen. In 13 Gemeinden der Provinz Starkenburg, darunter Heppenheim wurde das Feldbereinigungsverfahren auf einer Fläche von 200.000 ha angeordnet.
Ab 1930 wurde eine Vergrößerung der Verwaltungsbezirke im Volksstaat Hessen angestrebt und im Jahre 1938 dann auch verwirklicht. In den drei hessischen Provinzen Starkenburg, Rheinhessen und Oberhessen wurde jeweils ein Landkreis aufgelöst. In Starkenburg traf es den Kreis Bensheim (in Oberhessen: Schotten; in Rheinhessen: Oppenheim), der zum überwiegenden Teil dem Kreis Heppenheim zugeschlagen wurde; Letzterer wurde auch zum Rechtsnachfolger des Kreises Bensheim bestimmt und in Landkreis Bergstraße umbenannt. Für den verlorenen Kreissitz wurde Bensheim mit der Kreisleitung der NSDAP entschädigt (was freilich 1945 gegenstandslos wurde). Das Gebiet um Lampertheim (mit Bürstadt, Hofheim und Biblis) wurde allerdings nicht Teil des Kreises Bergstraße, sondern dem Kreis Worms angegliedert.

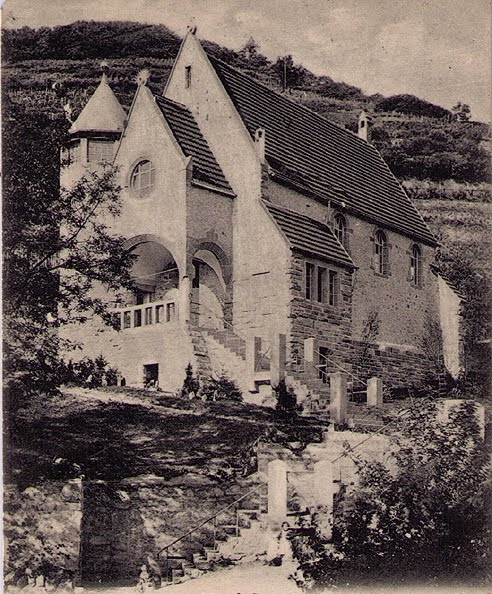
Synagoge von Heppenheim

In der „Reichspogromnacht“ (9./10. November 1938) wurden alle noch genutzten Synagogen im Landkreis Bergstraße zerstört, auch die architektonisch besonders gelungene, von Heinrich Metzendorf im Jahre 1900 am Fuß des Starkenburgweges in rotem und weißem Sandstein erbaute Synagoge in Heppenheim. Sie war so massiv errichtet, dass das Anzünden noch nicht zur Zerstörung ausreichte, sondern zusätzlich gesprengt werden musste.
Von den Schrecken des Zweiten Weltkrieges wurde Heppenheim nur wenig betroffen. Es blieb von unmittelbaren Kampfhandlungen ebenso verschont wie von den Bombenangriffen der Alliierten auf Wohnviertel. In der Endphase des Zweiten Weltkrieges in Europa erreichten die amerikanischen Verbände Mitte März 1945 den Rhein zwischen Mainz und Mannheim. Die Brückenköpfe auf der linken Rheinseite konnten durch die schwachen deutschen Kräfte nicht gehalten werden, was zur Sprengung der Rheinbrücken bei Worms, Nordheim und Gernsheim am 20. März führte. Die sich auf die rechte Rheinseite zurückgezogenen Reste der deutschen 7. Armee mussten fast die gesamte schwere Ausrüstung wie Panzer und Artillerie zurücklassen, was eine Fortsetzung der Kämpfe bei der absoluten Luftherrschaft der Amerikaner und dem Fehlen jeglicher deutscher Reserven eigentlich völlig sinnlos machte.
Auf amerikanischer Seite war jetzt das oberste Ziel die Vermeidung weiterer Verluste, was zum massiven Einsatz von Artillerie, Panzern und Flugzeugen, auch ohne genaue Kenntnis einer möglichen Gegenwehr, auf alle einzunehmenden Städte und Dörfer führte. Stießen die vorrückende Kräfte auf Widerstand, erfolgte ein sofortiger Rückzug und ein massiver Einsatz von Luftwaffe und Artillerie. Am 22. März überquerte die 3. US-Armee bei Oppenheim den Rhein und besetzte am 25. März Darmstadt. Das machte aus amerikanischer Sicht ein schnelles Nachrücken der benachbarten 7. US-Armee zur Flankensicherung notwendig. Zur Vorbereitung für deren Rheinüberquerung wurden die meisten Riedgemeinden am 25. und in der Nacht zum 26. März von der amerikanischen Artillerie beschossen. In den ersten Stunden des 26. März 1945 überquerten amerikanische Truppen bei Hamm und südlich von Worms den Rhein. Am 27. März standen die amerikanischen Einheiten in Lorsch, Bensheim und Heppenheim und einen Tag später waren Aschaffenburg am Main sowie der westliche und nördliche Teil des Odenwaldes besetzt.
Vom Norden her rückten die Amerikaner in Heppenheim ein, ohne dass die Stadt verteidigt wurde, sodass sie dabei weitgehend unversehrt blieb. Allerdings war dem Einmarsch stundenlanger Artilleriebeschuss vorausgegangen, der zwar im Stadtbild keine großen Zerstörungen hinterließ, aber rund 30 Einwohner das Leben kostete. Die Ursache für den Artilleriebeschuss waren in der Stadt zurückgebliebene Sturmgeschütze, die ein amerikanischer Spähtrupp in der Lorscher Straße ausmachte. Außerdem wurde beim Einmarsch der Mittelteil des „Dreireihenhauses“ (In der Krone Nr. 3), das die Bahnhofstraße nach oben hin abschließt und von dem aus die Bahnhofstraße in ganzer Länge überblickt und gegebenenfalls unter Feuer genommen werden kann, von den amerikanischen Truppen ganz zerstört, nachdem diese von der Lorscher Straße aus kommend die Bahnschranken verschlossen vorfanden und Widerstand befürchteten. Wie viele Menschen Krieg und NS-Diktatur in Heppenheim das Leben gekostet hat, lässt sich nur schwer feststellen. Der Bergsträßer Anzeiger veröffentlichte 2005 eine Untersuchung von Wilhelm Metzendorf, wo folgende Zahlen angegeben wurden: In der Kernstadt 769 Tote (einschließlich der Angehörigen der Heimatvertriebenen), in den Stadtteilen 247. Dies bedeutet, in Prozent der Bevölkerung: acht Prozent in der Kernstadt und neun Prozent in den heutigen Stadtteilen. Dazu kamen über 700 ausländische Soldaten, die im Heppenheimer Kriegsgefangenenlazarett verstarben, sowie 24 deutsche und 47 ausländische Zivilisten, die nach dem Luftangriff auf Darmstadt Mitte September 1944 nach Heppenheim gebracht worden waren und dort verstarben. Außerdem wurden 29 Menschen aus Heppenheim Opfer der nationalsozialistischen Judenverfolgung.

#### Nachkriegszeit und Gegenwart
Der Wiederaufbau des Dreireihenhauses erfolgte später – wie für die Zeit typisch – durch einen einfachen und gesichtslosen Zweck-Neubau ohne Rücksicht auf die frühere Einheitlichkeit des Ensembles und die historischen Nachbarhäuser im Gründerzeitstil. Als Kriegsschaden ist noch der Verlust des Brunnens des „Gesalzenen Wassers“ nahe der heutigen Odenwaldquelle zu vermelden, eines in Form eines Baumstammes gestalteten, besonders schönen Sandsteinbrunnens, der 1945 von einem amerikanischen Panzer bei einem Rangiermanöver niedergewalzt wurde.
In der Zeit der alliierten Besatzung lag Heppenheim in der amerikanischen Zone, die dort auch eine Militärverwaltung eingerichtet hatte („Villa Schüssel“ in der Karl-Marx-Straße, der früheren Kaiserstraße, die seitdem auch als „Amerika-Haus“ bezeichnet wird). 15 Monate lang, nach Kriegsende, hielt sich dort Henry Kissinger, der spätere Außenminister der USA unter Präsident Nixon, auf. Er war als Mitarbeiter der Spionageabwehr u. a. mit Entnazifizierung betraut.
Heppenheim wurde jetzt Teil des neu gebildeten Bundeslandes Hessen in der ebenfalls neu gegründeten Bundesrepublik Deutschland.
Im Dezember 1948 wurde in Heppenheim die Freie Demokratische Partei (F.D.P.) durch Zusammenschluss liberaler Parteien der drei Westzonen und West-Berlins („Gesamtvertretertag“) gegründet. Die Wahl war auf Heppenheim wegen seiner besonderen Rolle in der deutschen Revolution und für den deutschen Liberalismus (Heppenheimer Versammlung) gefallen. Wegen eines Schadens an der Heizungsanlage konnte die Veranstaltung allerdings nicht an der traditionellen Stätte im „Halben Mond“ stattfinden, sondern musste in den Kurmainzer Amtshof ausweichen. Nach längeren Debatten könnte man sich auf einen Parteinamen und einen Katalog gemeinsamer politischer Forderungen einigen, der als „Proklamation von Heppenheim“ bezeichnet wurde. Als erster Vorsitzende wurde der Wortführer der südwestdeutschen Demokraten Theodor Heuss gewählt, der im folgenden Jahr ersten Bundespräsidenten der Bundesrepublik Deutschland wurde.
Der Landkreis Bergstraße erfuhr durch die Folgen des Krieges leichte Veränderungen. Das Gebiet um Lampertheim (einschließlich Bürstadt, Hofheim und Biblis) wurde wieder aus dem Kreis Worms ausgegliedert und jetzt dem Landkreis Bergstraße zugeteilt, da der Rhein zur Grenze zwischen amerikanischer und französischer Besatzungszone und – gegen jede historische Entwicklung – zur Landesgrenze zwischen den neuen Bundesländern Hessen und Rheinland-Pfalz geworden war. Die Stadt Wimpfen wurde dagegen durch Verfügung der amerikanischen Militärverwaltung vom 30. November 1945 „vorläufig“ vom Landkreis Bergstraße abgetrennt und dem badischen Kreis Sinsheim unterstellt. Faktisch ist es bei dieser Abtrennung bis heute geblieben; Bad Wimpfen steht heute unter Verwaltung des Landes Baden-Württemberg und des Kreises Heilbronn. Ob dadurch seine staatsrechtliche Zugehörigkeit zu Hessen (etwa durch die Option für den Südweststaat bei der Volksabstimmung im Jahre 1952) berührt wurde, ist noch immer ungeklärt. Bis heute untersteht Bad Wimpfen kirchlich dem Bistum Mainz und zählt zum Dekanat Bergstraße Ost.
Nach dem Krieg lebte auch ein Streit um den Kreissitz auf. Alle amtlichen Akten über die Vorbereitung des am 7. April 1938 erlassenen „Gesetzes über die Auflösung der Kreise Bensheim, Schotten und Oppenheim“ waren bei dem verheerenden Terrorangriff der Alliierten auf Darmstadt vom 11. September 1944 verbrannt. Eine mit dem Verlust der Dokumente verbundene gewisse Unsicherheit über die Sach- und Rechtslage nahm die Stadt Bensheim zum Anlass, den Sitz des Kreises Bergstraße für sich zu reklamieren. Sie argumentierte, dass der Landkreis Bergstraße durch Vereinigung der Kreise Heppenheim und Bensheim entstanden und die Frage des Kreissitzes dabei lediglich provisorisch geregelt worden sei. Erst 1956 wurde Heppenheim endgültig als Kreisstadt bestätigt. Entscheidend war die noch erhaltene Veröffentlichung des Gesetzestextes im „Hessischen Regierungsblatt“ (Ausgabe vom 23. April 1938) und der gleichzeitig veröffentlichten „Ersten Durchführungsverordnung“, aus der hervorging, dass der Kreis Bensheim seinerzeit aufgelöst und der Kreis Heppenheim zum Rechtsnachfolger bestimmt worden war, also keineswegs beide Kreise „vereinigt“ wurden. Die Umbenennung in „Landkreis Bergstraße“ war damit nur eine Namensänderung des Kreises Heppenheim gewesen.
Mit Verfügung des Regierungspräsidenten in Darmstadt vom 6. Dezember 1954 wurde Starkenburg zur offiziellen Gebietsbezeichnung des südlichen Teiles des Regierungspräsidiums, allerdings nicht als amtliche Bezeichnung, sondern nur als Landschaftsname.
Die ersten Jahrzehnte der Nachkriegsgeschichte Heppenheims ist wie die der alten Bundesländer insgesamt und des Rhein-Main-Neckar-Raumes im Besonderen von dem enormen wirtschaftlichem Aufschwung der „Wirtschaftswunderzeit“ ab der Währungsreform (1948) gekennzeichnet. Durch Industrieansiedlungen in erheblichem Umfange ging der ehemals bäuerliche Charakter der Stadt vollständig verloren. Die Einwohnerzahl nahm stark zu (1939: 9.000; 1950: 13.000; 1970: 17.000), nicht zuletzt auch durch die Aufnahme vieler Heimatvertriebener aus den Ostgebieten.
Der Aufschwung wurde auch durch verbesserte Straßenanbindungen begünstigt, so vor allem durch den Bau der A 5 (Fertigstellung 1968), die Heppenheim einen unmittelbaren Autobahnanschluss verschaffte, die Erhebung der beiden Hauptverkehrsachsen (Bergstraße als Nord-Süd-Achse und Lorscher Straße/Siegfriedstraße als Ost-West-Achse) zu Bundesstraßen (B 3 und B 460) schon kurz nach dem Krieg sowie durch den Bau der neuen Straße nach Hüttenfeld zur besseren Anbindung des Kreisgebietes im Südwesten (Lampertheim und Viernheim) in den Jahren 1971/72.
Das sumpfig-feuchte Gemarkungsgebiet westlich der Bahnlinie wurde bereits ab 1953 entwässert und konnte dadurch für weitere Wohnviertel und Industrieansiedlungen sowie die später hinzugekommenen großen Einkaufsmärkte entlang der Tiergartenstraße erschlossen werden, allerdings um den Preis des Verlustes eines wertvollen Feuchtbiotopes.
Im Jahr 1955 feierte die Stadt ihr 1200-jähriges Bestehen und eröffnete zu diesem Anlass die neue Freilichtbühne mit dem Stück „Recht oder Gewalt? (Ein Spiel um König Heinrich IV.)“, ein zu diesem Ereignis geschriebenen Stück das von Wolfgang Altendorf. Sie ist bis heute in Benutzung, fasst etwa 2500 Personen und bewährte sich auch zum Hessentag 2004.
Am 10. Juni 1958 wurde das Heppenheimer Wahrzeichen, das im Jahre 1551 errichtete und nach der Zerstörung im Pfälzer Erbfolgekrieg gegen 1710 prachtvoll wiederaufgebaute Rathaus, durch einen Brand schwer beschädigt. Brandursache waren vermutlich Restarbeiten an der gerade abgeschlossenen Erneuerung des Rathausturmes, der nunmehr völlig ausbrannte und in sich zusammenstürzte. Im Zuge der sofort erfolgten Wiederherstellung wurde der Turm mit einem aus 33 Glocken bestehenden, zu Weihnachten 1959 eingeweihten Glockenspiel versehen.
Im Jahr 1961 wurde die Gemarkungsgröße mit 2948 ha angegeben, davon waren 882 ha Wald.
1967 entstand im Westen der Bruchsee durch Auskiesung für den Autobahnbau. Durch angelegte Spazierwege wurde der See als Naherholungsgebiet erschlossen. An seiner Südspitze legte im Jahre 1975 der Vogelpark- und Kanarienzuchtverein in Selbsthilfe einen Vogelpark an.
Die hessische Verwaltungsgebietsreform Anfang der 1970er Jahre veränderte den Landkreis Bergstraße praktisch nicht. Es wurde lediglich die kleine Gemeinde Laudenau abgetrennt und dem Odenwaldkreis zugeteilt (1972). Heppenheim blieb Kreisstadt, nachdem sich sämtliche Städte und Gemeinden des Kreises – diesmal auch Bensheim – für den Verbleib des Kreissitzes in Heppenheim ausgesprochen hatten. Die Gemeinden Mittershausen (am 1. Juli 1971), Hambach und Ober-Laudenbach (am 31. Dezember 1971), Kirschhausen (mit Ortsteil Igelsbach, bereits am 1. Dezember 1970 nach Kirschhausen eingemeindet), Erbach, Sonderbach und Wald-Erlenbach (am 1. Februar 1972) wurden im Zuge der Gebietsreform nach Heppenheim eingemeindet (diese Maßnahme stellte zugleich Verhältnisse aus frühester Stadtgeschichte wieder her, als Unter- und Oberhambach, Kirschhausen, Erbach, Sonderbach und Wald-Erlenbach auf dem Heppenheimer Gemarkungsgebiet entstanden und der Stadt zunächst als „Hubendörfer“ bzw. „Filialdörfer“ angehört hatten). Die Einwohnerzahl stieg dadurch auf rund 24.000 an.
In den letzten Jahrzehnten des 20. Jahrhunderts wurde die „Altstadtsanierung“ verwirklicht, die die Grundlage für den weiteren Erhalt des vorhandenen großen und in sich geschlossenen Altstadtkernes bei gleichzeitiger Herstellung neuzeitlicher Wohn- und Lebensverhältnissen in diesem besonders wertvollen Teil des Stadtgebietes geschaffen hat.
Wichtige Bauprojekte der Nachkriegszeit waren u. a. der Bau neuer Schulen (Nibelungen-Schule 1953, Konrad-Adenauer-Schule 1965 und Martin-Buber-Schule 1971) sowie des neuen Gebäudes für das alte Starkenburg-Gymnasium (1966), der Bau der neuen Sportanlagen (Starkenburgstadion 1965 und Starkenburghalle 1970), die Errichtung des Katastrophenschutzzentrums im Westen (1972), der Einrichtung der Fußgängerzone (1974), der Bau des Kreiskrankenhauses (1982) mit der dadurch möglichen Umgestaltung des alten städtischen Krankenhauses zum Altenheim (Haus Johannes) sowie der Neubau des Landratsamtsgebäudes (1985).
Im Norden entstand ab Mitte der 80er Jahre ein neues großes Wohngebiet („Nordstadt“). Die Einwohnerzahl erhöhte sich dadurch auf den heutigen Stand (Jahr 2004) von rund 26.000.
Die 2004 bis 2012 bestehende sogenannte „Trutzburg Heppenheim“ erregte vorübergehend mediales Aufsehen.

## Zeittafel
- 755 Erste urkundliche Erwähnung
- 764 Gründung des Klosters Lorsch
- 772 Kloster Lorsch wird Reichsabtei
- 20. Januar 773 Karl der Große schenkt dem Reichskloster Lorsch die Mark Heppenheim
- 1065 Bau der Starkenburg
- 1065/66 Erste Belagerung der Starkenburg durch Erzbischof Adalbert von Bremen
- 1222 Erste Erwähnung des Zentgerichtes, das seit 1224 auf dem Landberg tagte
- 1229 Erwerb der Starkenburg durch den Erzbischof von Mainz
- 1232 Erwerb des Klosters Lorsch und aller Besitzungen – einschließlich Heppenheims – durch den Erzbischof von Mainz
- 1318 Erster urkundlicher Nachweis der (möglicherweise deutlich älteren) Stadtrechte
- 1322 Erste urkundliche Erwähnung des Kellers, dem höchsten Justiz- und Finanzbeamten nach dem Burggrafen, im Amt Starkenburg (mit Sitz im Amtshof)
- 1348/49 Schwere Pestepidemie
- 1369 Großer Stadtbrand; Heppenheim brennt bis auf vier Häuser nieder
- um 1385 Wiederaufbau des beim Stadtbrand beschädigten Amtshofes; zur selben Zeit bekommt Heppenheim eine neue Stadtummauerung
- 1460 Krieg zwischen Kurmainz und Kurpfalz; der Burggraf von Starkenburg, Ulrich III. von Cronberg, fällt in einer Schlacht zwischen Laudenbach und Hemsbach
- 19. Januar 1461 Pfalzgraf Friedrich und Erzbischof Dieter II. von Isenburg schließen in der Mainzer Stiftsfehde den „Weinheimer Bund“; Kurpfälzische Pfandherrschaft über Heppenheim und Amt Starkenburg bis 1623
- 1551 Rathausneubau
- 1556 Kurfürst Ottheinrich führt die Reformation ein; Heppenheim muss in den folgenden 80 Jahren siebenmal die Religion wechseln (1556 lutherisch, 1561 calvinisch, 1576 lutherisch, 1584 calvinisch, 1623 katholisch, 1632 calvinisch, 1635 katholisch)
- 1557 Aufhebung des Klosters Lorsch durch Pfalzgraf Ottheinrich
- 1564 Errichtung der Heppenheimer Kollektur (kirchliche Vermögensverwaltung)
- 1580 Einrichtung der Postlinie Heidelberg-Frankfurt; Heppenheims Posthalterei-Gebäude von 1594 (1967 abgerissen)
- 1621 Spanische Truppen nehmen im Dreißigjährigen Krieg die Starkenburg ein
- 1623 Wiedereinlösung des 160 Jahre alten Pfandes durch den Erzbischof Johann Schweikart von Cronberg aufgrund kaiserlichen Dekretes; das Amt Starkenburg mit Heppenheim wird dadurch wieder Mainzer Besitz; Rekatholisierung unter dem neuen Starkenburger Burggrafen Gerhard von Waldenburg
- 1630 Schwedische Truppen besetzen die Bergstraße und nehmen die Starkenburg ein; Abzug der Schweden 1635
- 1635 Pestepidemie
- 1645 Plünderung Heppenheims durch französische Truppen
- 1648 Ende des Dreißigjährigen Krieges; der „Westfälische Friede“ widmet der Wiedereingliederung der Landesteile an der Bergstraße einen eigenen Artikel (1650 ergänzt um den „Bergsträßer Nebenrezeß“)
- 1650 Nach Rückzahlung der Pfandsumme kehrt das Amt Starkenburg auch rechtlich zu Kurmainz zurück.
- Zwischen 1668 und 1675 Umbenennung des Amtes Starkenburg in „Oberamt“
- 1666 Pestepidemie
- 1680 Letzter Ausbau der Starkenburg
- 1683 Aufhebung der Heppenheimer Kollektur
- 1688, 1689 und 1693 Vergebliche Belagerung der Starkenburg durch die Franzosen im Pfälzer Erbfolgekrieg
- 1689 Plünderung Heppenheims durch französische Truppen im Pfälzer Erbfolgekrieg
- 1693 Nochmalige Plünderung Heppenheims durch französische Truppen im Pfälzer Erbfolgekrieg; dabei verursachen die Franzosen einen großen Stadtbrand
- um 1710 Wiederaufbau des Rathauses und der Liebigapotheke (ursprünglich: Gasthaus „Zur Goldnen Rose“) nach der Zerstörung im Pfälzer Erbfolgekrieg
- 1765 Die Starkenburg wird zum Abbruch freigegeben
- 1787 Erzbischof v. Erthal verbietet den weiteren Abbruch der Starkenburg und stellt die Ruine unter Schutz
- 1791 Bau der Synagoge in der Kleinen Bach
- 1799 erneute Plünderung Heppenheims durch französische Truppen im zweiten Koalitionskrieg Napoleons
- ca. 1800 Niederlegung der Stadtmauern samt Türmen
- 1803 Reichsdeputationshauptschluss; das Kurfürstentum Mainz wird aufgehoben, Heppenheim wird Teil der Landgrafschaft (ab 1806: Großherzogtum) Hessen-Darmstadt, deren neue südliche Provinz den Namen Fürstentum Starkenburg erhielt
- 1805 Auflösung des Oberamtes Starkenburg als Verwaltungseinheit
- 1811 Einführung der Hochfürstlich-Hessen-Darmstädtischen Feuerordnung von 1767
- 1816 Umbenennung des Fürstentums Starkenburg in Provinz Starkenburg
- 1820 Verwaltungsreform im Großherzogtum Hessen; es werden die Landratsbezirke Heppenheim, Bensheim, Lindenfels und Hirschhorn/Neckarsteinach gebildet
- 1821 Erlass der Heppenheimer Feuerordnung durch die Stadtverwaltung
- 1831 Aufgabe der Eigentumsrechte an den Stadtmauern durch die Stadt Heppenheim
- 1832 Revision der Verwaltungsreform; an die Stelle der vier Landratsbezirke treten nur noch die Kreise Heppenheim und Bensheim
- 1845 Die Stadtmauern werden für herrenlos erklärt
- 1846 Bau der Main-Neckar-Bahnstrecke und des Bahnhofes Heppenheim
- 10. Oktober 1847 „Heppenheimer Versammlung“ (Zusammenkunft liberaler Abgeordnete aus fünf deutschen Staaten zur Beratung über ein gemeinsames Vorgehen zur politischen Einigung Deutschlands, die eine wichtige Station auf dem Weg zur ersten deutschen Nationalversammlung ist, die 1848 in der Frankfurter Paulskirche zusammentrat.)
- 1848 Vereinigung der Kreise Heppenheim und Bensheim zum Regierungsbezirk Heppenheim
- 1849 „Gefecht von Oberlaudenbach“ und „Schlacht von Heppenheim und Hemsbach“; die Kämpfe führen zum Ersticken des „Badischen Aufstandes“ und besiegeln damit das Scheitern der deutschen Revolution
- 1852 Der Regierungsbezirk Heppenheim wird wieder in die Kreise Heppenheim und Bensheim (sowie vorübergehend in den Kreis Lindenfels) aufgespalten
- 1866 Eröffnung des Landeskrankenhauses (heute: Psychiatrische Klinik)
- 1875 Bau des heutigen Bahnhofsgebäudes
- 1881 Eröffnung des städtischen Krankenhauses
- 1881 Gründung der Freiwilligen Feuerwehr Heppenheim
- 1888 Bau einer evangelischen Kirche in Heppenheim (Heilig-Geist-Kirche an der B 3)
- 1891 Bau des Postamtsgebäudes
- 1892 Ein Brand zerstört zwei Fachwerkhäuser auf dem Marktplatz (Wiederaufbau als Backsteinhaus „Kaufhaus Nack“)
- 1900 Bau der Synagoge am Fuß des Starkenburgweges
- 1900 Abbruch der alten Kirche „St. Peter“; Neubau in frühgotischer Form von 1901 bis 1904
- 1903 Eröffnung der Nebenbahn Heppenheim-Lorsch (endgültige Stilllegung 1934; Demontage der Schienen im Zweiten Weltkrieg)
- 1913 Verleihung des neuen (heute noch gültigen) Stadtwappens durch Großherzog Ernst Ludwig
- 1924 Sprengung des baufällig gewordenen alten Bergfriedes der Starkenburg
- 1927 Einweihung des Vinzenzklosters
- 1930 Bau des neuen Bergfriedes (1958 mit Dach versehen)
- 1931 Einweihung des städtischen Schwimmbades an der Bahnlinie
- 1938 Auflösung des Kreises Bensheim, der überwiegend in den Kreis Heppenheim eingegliedert wird; Umbenennung des Kreises Heppenheim in Landkreis Bergstraße
- 9./10. November 1938 „Reichspogromnacht“; Zerstörung der Synagoge
- 27. März 1945 Besetzung Heppenheims durch US-amerikanische Truppen im Zweiten Weltkrieg
- Dezember 1948 Gründung der F.D.P. in Heppenheim
- 1953 Bau der Nibelungen-Schule
- 1955 1200-Jahr-Feier; hierzu wird die Freilichtbühne auf der Kappel errichtet
- 10. Januar 1958 Schwere Beschädigung des Heppenheimer Rathauses durch einen vermutlich durch Bauarbeiten ausgelösten Brand; Wiederherstellung und Einbau eines Glockenspieles im Rathausturm bis Weihnachten 1959
- 1960 Einweihung der katholischen Dreikönigskirche in der Weststadt
- 1964 Einweihung der evangelischen Christuskirche in der Weststadt
- 1965 Bau der Konrad-Adenauer-Schule
- 1965 Bau des Starkenburgstadions
- 1966 Neues Schulgebäude für das Starkenburg-Gymnasium in der Weststadt
- 1966 Entstehung des Bruchsees durch Auskiesung für den Autobahnbau
- 1968 Fertigstellung der Autobahn A5; Heppenheim erhält dadurch einen unmittelbaren Autobahnanschluss
- 1969 Bau der Starkenburgsternwarte
- 1970 Bau der Starkenburghalle
- 1971 Bau der Martin-Buber-Schule
- 1971/72 Hessische Verwaltungsgebietsreform (der Landkreis Bergstraße bleibt praktisch unverändert; Eingemeindung der Gemeinden Unter- und Oberhambach, Kirschhausen mit Ortsteil Igelsbach, Erbach, Sonderbach, Wald-Erlenbach, Mittershausen-Scheuerberg und Oberlaudenbach nach Heppenheim mit Wirkung zum 1. Januar 1972)
- 1972 Errichtung des Katastrophenschutzzentrums
- 1974 Einrichtung der Fußgängerzone
- 1982 Bau des Kreiskrankenhauses; danach Umgestaltung des alten städtischen Krankenhauses zum Altenheim (Haus Johannes, Eröffnung 1983)
- 1985 Neubau des Landratsamtsgebäudes
- 1985 Beginn der Planierungsarbeiten für die Nordstadt
- 18.–27. Juni 2004 Hessentag in Heppenheim

## Historische Namensformen
Historische Namensformen für Heppenheim waren (in Klammern das Jahr der urkundlichen Erwähnung):
- Heppenheim (755/56)
- Hephenheim (773, 1071, 1195, 1210–1220)
- Hepphenheim (773)
- Heppeneheim (1113)
- Heppenheim (1314)
- Heppinheim (1362)
- Heppfenheim (1428)
- Hepphenheim (1428)